# Vurnon Anita
Vurnon San Benito Anita (Willemstad, 4 de abril de 1989) é um futebolista neerlandês que atua como volante. Atualmente, joga pelo Al-Orobah.

## Títulos
Ajax
- Copa dos Países Baixos: 2005–06, 2006–07, 2009–10
- Supercopa dos Países Baixos: 2006, 2007
- Campeonato Neerlandês: 2010–11, 2011–12